# Beta patula
Beta patula là loài thực vật có hoa thuộc họ Dền. Loài này được Aiton mô tả khoa học đầu tiên năm 1789.